# Sarcophaga kanoiana
Sarcophaga kanoiana är en tvåvingeart som beskrevs av Andy Z. Lehrer 1994. Sarcophaga kanoiana ingår i släktet Sarcophaga och familjen köttflugor. Inga underarter finns listade i Catalogue of Life.